# Stanley Baldwin
Stanley Baldwin, I Conde Baldwin de Bewdley, KG, PC (Bewdley, Worcestershire; 3 de agosto de 1867-Stourport-on-Severn, Worcestershire; 14 de diciembre de 1947), fue un político británico y líder del Partido Conservador que fue primer ministro del Reino Unido en tres ocasiones distintas (1923-24,1924-29 y 1935-37).

## Biografía
Nació en Lower Park House, Lower Park, Bewdley en Worcestershire, Baldwin era hijo único del industrial del acero Alfred Baldwin y fue educado en la Harrow y Trinity College, Universidad de Cambridge, y después de recibir su título en historia se dedicó al negocio familiar. Se casó el 12 de septiembre de 1892 con Lucy Ridsdale.
En 1908 sucedió a su fallecido padre, Alfred Baldwin, como diputado por la circunscripción de Bewdley. Durante la Primera Guerra Mundial asumió el cargo de Parliamentary Private Secretary del líder conservador Andrew Bonar Law. A partir de 1917 buscó donaciones para pagar la deuda de guerra del Reino Unido, lo que hizo incluso escribiendo en The Times con el seudónimo de 'FST'. Personalmente, donó una quinta parte de su pequeña fortuna. En 1921 fue promocionado al Gabinete, encargándose del comercio.
A finales de 1922 se rompió la coalición entre los conservadores y el partido liberal de David Lloyd George. El líder conservador Andrew Bonar Law se vio obligado a buscar nuevos ministros, y nombró a Baldwin Chancellor of the Exchequer (ministro de hacienda británico). En las elecciones de noviembre de 1922, los conservadores ganaron por mayoría.
En mayo de 1923 a Bonar Law le diagnosticaron un cáncer terminal y se retiró. El rey Jorge V nombró primer ministro a Baldwin, frente al aristocrático líder conservador Lord Curzon, miembro de la Cámara de los Lores. Al principio, mantuvo su cargo de ministro de Hacienda, hasta que nombró para el cargo a Neville Chamberlain.
Los conservadores tenían una clara mayoría en la Cámara de los Comunes y podían gobernar durante cinco años sin convocar nuevas elecciones, pero Baldwin se sintió ligado a la decisión de Bonar Law de no introducir nuevos aranceles sin nuevas elecciones. Con el país haciendo frente al creciente desempleo, Baldwin decidió convocar elecciones en 1923 en busca de un mandato que le permitiera introducir tarifas proteccionistas para enfrentarse al paro. En las elecciones mantuvieron la mayoría en la Cámara de los Comunes, pero resultaron claramente derrotados en el principal asunto electoral, que eran los aranceles aduaneros. Permaneció como primer ministro hasta la sesión de apertura del nuevo parlamento en enero de 1924, momento en el cual el gobierno fue derrotado en una moción de confianza. Inmediatamente dimitió.
El gobierno de Ramsay MacDonald no fue más estable y se convocaron elecciones para 1924, en las que se produjo un claro deslizamiento del electorado hacia los conservadores, principalmente a expensas de los liberales. A instancias de Baldwin, William Douglas Weir (Lord Weir) dirigió un comité para «revisar el problema nacional de la energía eléctrica». Publicó sus conclusiones el 14 de mayo de 1925 en las que recomendaba el establecimiento de un Central Electricity Board, un monopolio estatal. Baldwin lo aceptó y se convirtió en ley en 1926. Fue un éxito.
En las elecciones de 1929 volvieron al gobierno, pero en 1931 Baldwin y los conservadores entraron en coalición con el primer ministro laborista Ramsay MacDonald. Esta decisión llevó a la expulsión de MacDonald de su propio partido, y Baldwin, como Lord Presidente del Consejo se convirtió de facto en primer ministro en lugar del senil MacDonald, hasta que fue nombrado de nuevo oficialmente en 1935. Su gobierno aseguró con gran dificultad la aprobación de la Government of India Act (Ley de Gobierno de la India (1935). 
Baldwin fue el más influyente con relación al caso de Wallis Simpson. El 16 de noviembre de 1936, Eduardo VIII invitó al primer ministro Stanley Baldwin al palacio de Buckingham y le expresó su deseo de casarse con Wallis Simpson, cuando esta estuviera en condiciones de volver a casarse. Baldwin informó al rey de que sus súbditos consideraban el posible matrimonio como moralmente inaceptable, en gran parte debido a que volverse a casar después del divorcio era opuesto a los principios de la Iglesia de Inglaterra, y el pueblo no toleraría a Wallis como reina. Como rey, Eduardo ocupaba el puesto de gobernador supremo de la Iglesia de Inglaterra, y el clero esperaba que apoyara las enseñanzas de la Iglesia. Debido a esto, El rey decidió que el mejor camino era la abdicación al trono.
Baldwin comenzó un programa de rearme y reorganizó y expandió la RAF, a pesar de la oposición de los laboristas. Durante su tercer período como primer ministro (1935-1937) la situación política en Europa era cada vez peor, y su política exterior fue objeto de graves críticas, a la vez que tenía que hacer frente a la abdicación de Eduardo VIII. Después de resolver con éxito el asunto de la abdicación, pudo retirarse poco después de la coronación del nuevo rey Jorge VI y fue nombrado Earl Baldwin of Bewdley (Conde Baldwin de Bewdley).
Sus años de jubilación fueron tranquilos. Dado que Neville Chamberlain estaba muerto, se le percibía como un pacificador de la preguerra, lo que hacía de él una figura impopular tanto durante como después de la Segunda Guerra Mundial. Durante la guerra, Winston Churchill le consultó solo una vez, sobre la posibilidad de adoptar una línea más dura hacia la continua neutralidad de la Irlanda de Éamon de Valera; Baldwin le aconsejó en contra.
Había sido nombrado Chancellor (rector) de la Universidad de Cambridge en 1930, y siguió desempeñando este cargo hasta que murió durante el sueño en Astley Hall, cerca de Stourport-on-Severn, Worcestershire, el 14 de diciembre de 1947. Fue incinerado y sus cenizas enterradas en la catedral de Worcester.
Baldwin fue esencialmente un conservador, así como un anticomunista militante ya desde su juventud (fue miembro de la Unión Antisocialista, renombrada más tarde como Unión Antisocialista y Anticomunista). Cuando se retiró, en 1937, recibió bastantes alabanzas. Pero la Segunda Guerra Mundial empeoró su imagen pública. Con razón o sin ella, a Baldwin, lo mismo que a los ya fallecidos Chamberlain y MacDonald, se les consideraba responsables de la falta de preparación militar del Reino Unido a comienzos de la guerra en 1939. Sus defensores consideran que el moderado Baldwin sintió que no podía comenzar un agresivo programa de rearme sin consenso nacional sobre el tema. De hecho, el apaciguamiento pacifista era la corriente dominante en las relaciones internacionales de la época en el Reino Unido, Francia y los Estados Unidos.
Para Winston Churchill, sin embargo, no caben excusas. Creyó firmemente que el comportamiento conciliador de Baldwin frente a Hitler le dio al dictador alemán la impresión de que Gran Bretaña no lucharía en caso de ser atacada. Aunque es conocido por su magnanimidad hacia los oponentes políticos como Neville Chamberlain, Churchill no empleó ninguna hacia Baldwin. «No le deseo ningún mal a Stanley Baldwin», dijo Churchill al declinar enviar una felicitación por el 80.º cumpleaños del primer ministros retirado en 1937, «pero hubiera sido mucho mejor que nunca hubiera existido».
Baldwin se retiró en mayo de 1937 y fue nombrado conde Baldwin de Bewdley. Murió el 14 de diciembre de 1947.

## Otros datos
- Baldwin era primo del escritor y periodista Rudyard Kipling, y sobrino del pintor Edward Burne-Jones.[2]
- Su hijo, Oliver Baldwin, fue diputado laborista.
- Baldwin es el último primer ministro educado en la Universidad de Cambridge.